# Нодар Кумариташвили
Нодар Кумариташвили (груз. ნოდარ ქუმარიტაშვილი; Боржоми, 25. новембар 1988 — Вислер, 12. фебруар 2010) је био грузијски санкаш који се такмичио од 2008. до 2010. године. Кумаритишвили је доживео трагичну несрећу током тренинга пред само отворење Зимских олимпијских игара у Ванкуверу, 2010. године.

## Живот и каријера
Нодар Кумариташвили се родио у граду Боржоми у Грузији, која је тада 1988. била у саставу Совјетског Савеза.
Био је укупно 55. на крају Светског санкашког купа у сезони 2008/09.
На свом последњем такмичењу Светског купа у Торину у јануару 2010, био је 28. од 32. такмичара. Његов отац Селикс је председник Грузијског санкашког савеза.

## Несрећа и погибија
Кумариташвили се квалификовао за Олимпијске игре у Ванкуверу. Погинуо је на тренингу пре званичног такмичења и пар сати пре церемоније отварања Олимпијских игара. На леденој стази у Вислеру, која се сматра најбржом на свету, изгубио је контролу при брзини од преко 140 km/h, ударио је у заштитну ограду, излетио са стазе и ударио у метални стуб. Лекарска интервенција наступила је за мање од минута након трагичног догађаја. Смрт је наступила као последица повреда. Нодар је умро у болници Вислер, у истоименом граду.

## Накнадни догађаји
Олимпијски тим Грузије је најавио, да можда неће бити ни на отварању и да је могуће повлачење са Олимпијских игара. Накнадно је Ника Руруа, министар спорта и културе Грузије, објавио да ће тим остати у Ванкуверу на играма посвећујући своје напоре свом страдалом спортисти. Осталих седам чланова тима су на церемонији отварања носили црне траке око руке и оставили међу собом празно место у знак почасти. Такође су напустили стадион након процесије учесника. Минутом ћутања исказана је почаст погинулом спортисти, током церемоније отварања.
Међународни санкашка федерација (ФИЛ) мишљења је, да је до несреће дошло Нодаровом грешком, те да није изазвана несигурном стазом. Председник ФИЛ-а Јосеф Фендт раније је изјавио да је дошло до грешке у пројектовању стазе. Објављено је да ће у сврху превенције, зид на излазу из кривине 16 бити повишен, и да ће ледени профил бити прилагођен.